# Pianoconcert nr. 23 (Mozart)
Pianoconcert nr. 23 in A majeur, KV 488, is een pianoconcert van Wolfgang Amadeus Mozart. Hij voltooide het stuk, volgens zijn catalogus, op 2 maart 1786.

## Orkestratie
Het pianoconcert is geschreven voor:
- Fluit
- Twee klarinetten
- Twee fagotten
- Twee hoorns
- Pianoforte
- Strijkers

## Onderdelen
Het pianoconcert bestaat uit drie delen:
1. Allegro
2. Adagio
3. Allegro assai